# Front pour la libération de l'Azawad
Pour les articles homonymes, voir FLA.
Ne doit pas être confondu avec Front de libération de l'Azawad.
Le Front pour la libération de l'Azawad (FLA) est un mouvement politique touareg fondé en décembre 1991 à El Meniaa en Algérie, sous le nom de Front Unifié pour la Défense de l'Azawad (FUDA). Il a changé de nom juste après pour devenir les Mouvements et Fronts unifiés de l'Azawad (MFUA) puis a adopté son nom actuel au cours d'un congrès à Tombouctou en 1992. Le FLA est devenu le principal corps négociateur entre le gouvernement du Mali et les Touaregs, au cours des conférences nationales de 1991-1992.